# Sven Aagesen
Para otros personajes llamados Sven, ver Sven.
Sven Aagesen (finales del siglo XII - inicios del siglo XIII), también conocido como Aggessøn, Aggesøn o Aggesen de nombre latino Sueno Agonis, es el historiador más importante de Dinamarca. Escribió Brevis Historia Regum Dacie, obra que abarca del año 300 al 1185, de Skjöld a Canuto VI de Dinamarca. Esta fue la primera historia de Dinamarca coherente, sólo precedida por el Chronicon Roskildense.

## Familia
Sven Aagesen pertenecía a la familia Thrugotsen-ætten, varios de cuyos miembros son bien conocidos por los historiadores daneses. El bisabuelo de Sven, Thrugot Ulfsson Fagerskinna, estuvo casado con Þórgunnr Vagnadóttir, hija de Vagn Åkesson, nieto del legendario Palnatoke, fundador de los jomsvikings. Thrugot y Thorgunna tuvieron dos hijos, Astrad y Svend.
Svend Thrugotsen (o Thorgunnasøn) tuvo cuatro hijos. Uno, probablemente el mayor, Asser, fue el primer arzobispo de Lund (1104-1137) y también el primer arzobispo de Escandinavia. Otro, probablemente el más joven, Eskil, obispo de Lund, abuelo de Sven.
Sven, era canónigo en Lund, más adelante de Viborg y finalmente (1132), obispo en Viborg. Del tercero, Eskil, se sabe poco, y el cuarto hermano, Christiern Svensøn, fue el abuelo de Sven Aagesen.
Christiern Svensøn y su hijo Agge, padre de Sven, combatieron al lado del rey Erico II Emune durante la guerra civil que siguió al asesinato de Canuto Lavard. Sven escribió en la Historia brevis Regum Dacie, sobre su participación en estas batallas.

## Vida y educación
Es probable que fuese educado en un monasterio de Dinamarca, pero dado el conocimiento de la antigüedad clásica que exhibe en sus escritos, hay pocas dudas de que recibió una educación más amplia en otra parte, probablemente en una de las escuelas de la Iglesia en Francia. Persona notable, en el prefacio de la Brevis Historia Regum Dacie menciona que la lectura de las obras de los historiadores latinos era algo en lo que ocupó mucho su tiempo, y lamenta que los hechos de los reyes daneses no fueran tan importantes.
Como sus antepasados, luchó junto al rey Valdemar I, conocido como Thinglid, y con su hijo Canuto VI durante sus numerosas expediciones guerreras, y menciona algunos detalles personales sobre ambos monarcas en su Historia.
Debido a sus comentarios sobre la reina Sophia, parece que haya estado en la corte. Se desconoce si era debido a méritos personales o debido a su linaje.

## Escritos
Su servicio con el rey no parece haber disminuido su deseo de escribir. El primer trabajo que sabemos que escribió es la Lex Castrensis, en danés Lejrloven o Krigerloven, que es una recopilación de una vieja ley con los castigos y premios que se aplicaron a los soldados al servicio real.
Esta obra fue escrita probablemente en 1181-1182 y en el prólogo se lee que Aagesen ya consideraba proyectos mayores, porque menciona su deseo de escribir una lista de reyes daneses. Se sabe que llegó a escribir esta obra porque un escritor del siglo XIII utilizó esta lista, llamada Genealogia Regum Dacie. Del original hoy solamente quedan fragmentos.
Su trabajo más famoso es Brevis Historia Regum Dacie, acabado en 1186 o 1187.

## Relación con Saxo Grammaticus
Si Sven conocía a Saxo Grammaticus es un tema a menudo discutido. Algunos comentarios en su Historia Regum Dacie parecen apoyar esta visión. Algunos investigadores han llegado a apuntar la posibilidad de que estudiasen juntos en Francia, sirvieran a los mismos reyes y ambos participaran en las expediciones guerreras, y por eso algunas de sus narraciones están contadas en primera persona. Eso es probable en el caso de Sven, pero no hay evidencia para conectarlo con Saxo, ni de si se conocían personalmente.